# Attivazione neutronica

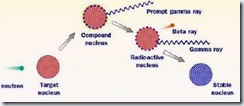
Il processo di attivazione neutronica.

Il processo di attivazione neutronica consiste nell'induzione secondaria di radioattività in materiali sottoposti a un flusso di neutroni, e avviene quando i nuclei atomici catturano i neutroni liberi, diventando così più pesanti e passando a uno stato eccitato. Il nucleo eccitato spesso decade immediatamente per l'emissione di particelle come neutroni, protoni, oppure particelle alfa. La cattura neutronica, anche dopo qualsiasi decadimento intermedio, spesso risulta nella formazione di un isotopo instabile. Questi nuclei radioattivi possono esibire tempi di dimezzamento che vanno da piccole frazioni di un secondo fino a molti anni. Un esempio di questo tipo di reazione nucleare avviene nella produzione dell'isotopo cobalto-60 all'interno di un reattore nucleare:
5927Co + n →
6027Co
Il cobalto-60 decade per emissione di una particella β accompagnata da raggi gamma, diventando nichel-60. Questa reazione avviene con un'emivita di circa 5,27 anni. Il fenomeno viene sfruttato come sorgente costante e affidabile di raggi gamma impiegati in medicina nucleare per la radioterapia con il cobalto-60.
In altri casi, e dipendendo dall'energia cinetica dei neutroni, la cattura di un neutrone può provocare la fissione nucleare (la suddivisione del nucleo atomico in due nuclei più piccoli). Se la fissione richiede un apporto di energia, quella proviene dall'energia cinetica del neutrone. Un esempio di questo tipo di fissione verso elementi più leggeri può avvenire quando l'unico isotopo stabile del berillio, il berillio-9, viene bombardato con neutroni veloci e va incontro alle seguenti reazioni nucleari:
94Be + n → 2(
42He) + 2n + energia
In altre parole, la cattura di un neutrone da parte del berillio-9 causa il suo splitting in due energetiche particelle alfa nucleari (di elio-4) e due neutroni liberi. Infatti qualsiasi reazione nucleare che produca berillio-8 causa l'immediato frazionamento ("splitting") in due nuclei di elio-4 dal momento che il nucleo di berillio-8 è estremamente instabile.
In qualsiasi luogo con elevato flusso neutronico, come ad esempio all'interno dei core dei reattori nucleari, l'attivazione neutronica contribuisce all'erosione dei materiali, e i materiali stessi che costituiscono il reattore nei tempi lunghi divengono scorie radioattive di basso livello che devono essere scaricate con modalità particolari in luoghi appositi. Alcuni materiali sono più soggetti ad attivazione neutronica rispetto ad altri, dunque un adeguato materiale a bassa-attivazione può ridurre significativamente questi problemi. Un modo di dimostrare che davvero avviene la fusione nucleare all'interno di un fusore nucleare è quello di adoperare un contatore Geiger per misurare la radioattività prodotta in un sottile foglio di alluminio.
La radiazione risultante da un'esplosione nucleare è in parte dovuta all'attivazione neutronica che sperimentano i materiali stessi della bomba e il materiale circostante, in aggiunta ai prodotti di fissione. Per questa ragione l'esplosione di una bomba termonucleare al suolo, con la conseguente attivazione del terreno, è molto più "sporca" rispetto all'esplosione "standard" di una bomba a fusione a 5–10 km di quota.

## Analisi per attivazione neutronica
L'attivazione con neutroni ha anche un altro utilizzo pratico. L'analisi per attivazione neutronica è uno dei metodi più sensibili (ha bassi limiti di quantificazione) e specifici (pochi falsi negativi e pochi falsi positivi) per la ricerca di elementi in tracce. Non richiede la preparazione del campione oppure la sua solubilizzazione e può dunque essere applicata a oggetti che devono rimanere intatti, come ad esempio opere d'arte di grande valore. Anche se l'attivazione induce radioattività nell'oggetto in questione, il suo livello sarà tipicamente basso e la sua emivita corta, dunque i suoi effetti presto spariscono. In questo senso, la procedura di attivazione neutronica è un metodo di analisi non distruttiva.